# Leeteuk
Leeteuk (이특?, 利特?, IteukLR, It'ŭkMR), pseudonimo di Park Jeong-su (박정수?, 朴正洙?, Bak Jeong-suLR, Pak ChŏngsuMR; Seul, 1º luglio 1983), è un cantante, conduttore televisivo ed occasionalmente attore sudcoreano.
È principalmente conosciuto come leader della boy band K-pop Super Junior e dei suoi sottogruppi Super Junior-T e Super Junior-Happy.
Oltre alla sua attività di cantante con il gruppo, Leeteuk ha anche portato avanti una carriera autonoma di conduttore radiofonico e televisivo. Dal 2006, insieme a Eunhyuk è il conduttore fisso della trasmissione radiofonica della KBS Super Junior's Kiss The Radio. Tuttavia gli show di maggior successo ad essere stati condotti da Leeteuk sono stati senz'altro Star King in onda sulla SBS e Strong Heart, entrambi vincitori di un SBS Entertainment Awards. Dal 2010, Leeteuk conduce Enjoy Today su MBC, in sostituzione di Seungri e Love Chaser su MBC, insieme a Yesung.
Nel 2011 Leeteuk ha inoltre partecipato alla terza stagione del reality show Uri gyeolhonhaess-eo-yo, gareggiando in coppia con Kang So-ra.
Il 30 ottobre 2012 è partito per il servizio militare ed è poi tornato il 29 luglio 2014, avendo finito il servizio l'11 gennaio.
Nel 2016 è stato il co-conduttore di Can I See Your Voice con Yoo Se-Yoon e Kim Jong-kook.
A giugno dello stesso anno ha collaborato con Suho degli EXO, Kassy e il song-writer Cho Young-soo nella canzone "My Hero", come tributo delle olimpiadi imminenti.
Il 4 gennaio 2014 suo padre Yong-In e i suoi nonni sono stati trovati privi di conoscenza. La SM ha inizialmente diffuso la notizia che si fosse trattato di un incidente automobilistico, il che però non è credibile in quanto i corpi sono stati trovati al chiuso. Si è trattato infatti di un omicidio-suicidio.
L'ultimo messaggio del padre: "Porterò i miei genitori con me. Figli miei, mi dispiace. Per favore, perdonatemi."
Entrambi i genitori del padre soffrivano di demenza e il loro figlio si trovava a dovere affrontare problemi finanziari. Il funerale si è svolto con tutti i membri dei Super Junior presenti.

## Discografia
- Grumbling (2011)-singolo con Krystal
- Please(2011)-singolo con Shindong, compagno di band
- Ice Cream(2011)-singolo con JOO
- Bravo(2012)-singolo con Key degli SHINee
- My Hero(2016)-singolo con Suho degli EXO e Kassy

## Filmografia

### Cinema
- Kkonminam yeonswae tereosageon (꽃미남 연쇄 테러사건) - regia Lee Kwon (2007)
- Super Show 3 3D - (2010)
- I AM. - regia Choi Jin Sung (2012)
- Super Show 4 - (2013)
- SM: Town The Stage - (2015)
- Super Junior: The Last Man Standing (슈퍼주니어: 더 라스트 맨 스탠딩) - (2023)

### Televisione
- All About Eve (이브의 모든 것) - serie TV, episodio 5 (2000) - cameo
- Nonseutob 6 (논스톱6) - serie TV (2006)
- All My Love For You (몽땅 내 사랑) - serie TV, episodio 143 (2010)
- Dream High (드림하이) - serie TV, episodio 13 (2011) - cameo
- The Women Of Our Home - serie TV (2011) - cameo
- Dorongnyong dosa-wa geurimja jojakdan (도롱뇽도사와 그림자 조작단) - serie TV, episodio 4 (2012) - cameo
- Persevere, Goo Hae Ra (칠전팔기 구해라) - serie TV (2015) - cameo
- Borg Mom (보그맘) - serie TV (2017) - cameo
- Work Later, Drink Now (술꾼도시여자들) - serie TV, episodio 12 (2021)

### Speciali
- Secret Queen Makers (퀸카메이커) - serie TV, episodi 1-7 (2018)
- Jibkuglaibeu (집쿡라이브) - trasmissione (2020)
- PARTY B Weekly Show - programma televisivo (2020-)
- 2020 Miss Korea Contest (2020 미스코리아 선발대회) - trasmissione web (2020)
- Trot's People (트로트의 민족) - programma televisivo (2020-)
- 2020 LIVE in DMZ (2020-)
- Golaji: gopumgyeog laibeu jiseuta (고라지 : 고품격 라이브 지스타) - programma televisivo (2020)
- World is ONE - trasmissione live online (2020)
- 2020 DREAM CONCERT 'CONNECT:D' - programma online (2020)
- 2020 seoulsi taegwondo sangseolgong-yeon in namsangolhan-ogma-eul (2020 서울시 태권도 상설공연 in 남산골한옥마을) - trasmissione web (2020)
- Korean Cultural Festival K-Culture Market (한국문화축제 K-컬처 마켓) - trasmissione online (2020)
- 2020 ASIA ARTIST AWARDS - cerimonia di premiazione (2020-)

## Programmi televisivi
- 522M! Countdown - programma televisivo (2005-2008)
- Music Station (ミュージックステーション) - programma televisivo (2005)
- X-Man (X맨) - programma televisivo, episodio 111 (2005)
- Princess Diary - programma televisivo (2006)
- Mystery 6 (미스터리 추적6) - programma televisivo (2006)
- Music Bank (뮤직뱅크) - programma televisivo, episodi 415-417, 425, 485, 504, 508-512, 556-558, 563, 615-619, 661-662, 754, 1001 (2006, 2007, 2009, 2010, 2011, 2012, 2014, 2015, 2019)
- Super Adonis Camp (미소년 합숙 대소동) - programma televisivo (2006)
- Inkigayo (SBS 인기가요) - programma televisivo, episodi 407, 458, 511-515, 525-527, 534, 576, 580, 635-637, 682-683, 783-784 (2006, 2007, 2008, 2009, 2010, 2011, 2012, 2014)
- Super Junior Mini-Drama (대결! 슈퍼주니어의 자작극) - programma televisivo (2006)
- Kiss the Radio (키스 더 라디오) - programma televisivo (2006-2011, 2016)
- Leeteuk's Love Fighter - programma televisivo (2007-2008)
- Star King (스타킹) - programma televisivo, episodi 6, 9, 12-13, 17, 38, 47, 57, 59-66, 75, 109-115, 118-119, 123, 127-130, 133, 135, 137-194, 196-200, 201-217, 220-222, 224, 429 (2007, 2008, 2009, 2010, 2011-2012, 2015-2016)
- Explorers of the Human Body (인체탐험대) - programma televisivo (2007)
- Radio Star (황금어장 라디오스타) - programma televisivo, episodi 25, 155, 248-249, 397, 436, 596 (2007, 2010, 2012, 2014, 2015, 2018)
- Champagne (샴페인) - programma televisivo (2008)
- Bachelor While on a Date - programma televisivo (2008)
- Introducing Star's Friend - programma televisivo (2008)
- Taxi (현장 토크쇼 택시) - programma televisivo, episodio 28 (2008)
- Idol Show 1 (아이돌 군단의 떴다! 그녀1) - programma televisivo, episodi 1-14 (2008)
- Challenge! Good Song - programma televisivo (2009)
- Miracle - programma televisivo (2009)
- Lord Of The Rings - programma televisivo (2009)
- Challenge Golden Ladder - programma televisivo (2009-2010)
- Oh!Brothers - programma televisivo (2009-2010)
- We Got Married 1 (우리 결혼했어요) - reality show, episodio 45, 50 (2009)
- Girls' Generation Goes to School (소녀 학교에 가다) - programma televisivo, episodi 1-2, 4, 6, 8 (2009)
- Strong Heart - programma televisivo, episodio 2, 4-46, 49-64, 69-99, 102, 105-106, 109-112, 115-116, 120-122, 127-134, 137-147, 151-154 (2009-2012)
- Love Chaser - programma televisivo (2010)
- Enjoy Today - programma televisivo (2010)
- SHINee Hello Baby (샤이니의 헬로 베이비) - programma televisivo, episodio 5 (2010)
- Let's Go! Dream Team Season 2 (출발 드림팀 - 시즌 2) - programma televisivo, episodi 33, 87, 98 (2010, 2011)
- Happy Together 3 (해피투게더) - programma televisivo, episodi 152, 200, 487 (2010, 2011, 2017)
- Infinite Challenge (무한도전) - programma televisivo, episodio 210 (2010)
- Idol Star Athletics Championships (아이돌 스타 육상 선수권대회) - programma televisivo (2010)
- Super Junior's Foresight (슈퍼주니어의 선견지명) - programma televisivo (2010)
- Sistar & LeeTeuk's Hello Baby - programma televisivo (2011)
- 2011 Idol Star Athletics Championships (2011 아이돌스타 육상 선수권 대회) - programma televisivo (2011)
- We Got Married 3 (우리 결혼했어요3) - reality show, episodi 104-132 (25-55) (2011)
- 2012 Idol Star Athletics – Swimming Championships (2012 아이돌 스타 육상-수영 선수권 대회) - programma televisivo (2012)
- Saturday Night Live Korea 2 (새터데이 나이트 라이브 코리아 2) - programma televisivo, episodio 8 (2012)
- Hello Counselor 1 (안녕하세요 시즌1) - programma televisivo, episodio 85 (2012)
- We Got Married 4 (우리 결혼했어요4) - reality show, episodi 133-154 (2012)
- Weekly Idol (주간 아이돌) - programma televisivo, episodi 60-61, 234-235, 328-329, 335, 475, 489-490, 533 (2012, 2016, 2017, 2020, 2021)
- Strong Idol (천하장사 아이돌) - programma televisivo (2012)
- Idol Crow Prince (왕실의 부활 왕세자) - programma televisivo (2012)
- All the K-pop (올 더 케이팝) - programma televisivo, episodi 12-13 (2012)
- Star Flower (별바라기) - programma televisivo, episodio 12 (2014)
- A Song For You 3 - programma televisivo, episodi 9, 14-15, 24 (2014)
- Super Junior-M's Guest House (슈퍼주니어M의 게스트하우스) - programma televisivo, episodio 1 (2014)
- Running Man (런닝맨) - programma televisivo, episodi 221, 275, 376 (2014, 2015, 2017)
- Super Junior's One Fine Day (슈퍼주니어의 어느 멋진 날) - programma televisivo (2014)
- Match Made In Heaven - programma televisivo (2015)
- Please, Take Care Of My Vanity - programma televisivo (2015-2017)
- Kim Je-dong's Talk to You (김제동의 톡투유 - 걱정 말아요! 그대) - programma televisivo, episodio 90 (2015)
- 2015 Idol Star Athletics Championships New Year Special (2015 아이돌스타 육상 농구 풋살 양궁 선수권대회) - programma televisivo (2015)
- I Can See Your Voice 1 (너의 목소리가 보여) - programma televisivo (2015)
- Match Made In Heaven Returns (천생연분 리턴즈) - programma televisivo (2015)
- We Are in Love 1 (我们相爱吧) - programma televisivo, episodio 1 (2015)
- White Swan (화이트 스완) - programma televisivo (2015)
- Ch. Girl's Generation (채널 소녀시대) - programma televisivo, episodi 1-2 (2015)
- The Mickey Mouse Club (미키마우스 클럽) - programma televisivo (2015)
- M Countdown (엠카운트다운) - programma televisivo, episodi 435, 439, 453 (2015)
- Bongmyeon ga-wang (미스터리 음악쇼 복면가왕) - programma televisivo, episodi 19-20 (2015)
- 2015 Idol Star Athletics Ssireum Basketball Futsal Archery Championships (2015 아이돌스타 육상 씨름 농구 풋살 양궁 선수권대회) - programma televisivo, episodio 2 (2015)
- Love music - programma televisivo (2015)
- I Can See Your Voice 2 (너의 목소리가 보여2) - programma televisivo (2015-2016)
- The Friends in Switzerland (THE 프렌즈 in 스위스) - programma televisivo (2015)
- Hidden Camera Shot Battle - programma televisivo (2016)
- Law Of The Jungle - programma televisivo (2016)
- Start Together (一起出发) - programma televisivo, episodio 8 (2016)
- The Boss is Watching (사장님이 보고있다) - programma televisivo (2016)
- 2016 Idol Star Olympics Championships New Year Special (2016 아이돌스타 육상 씨름 풋살 양궁 선수권대회) - programma televisivo (2016)
- Please Take Care of My Refrigerator (냉장고를 부탁해) - programma televisivo, episodi 68-69 (2016)
- Battle Trip (배틀트립) - programma televisivo, episodi 1, 36, 100-103 (2016, 2017, 2018)
- Melody to Masterpiece 1 (노래의 탄생 1) - programma televisivo (2016)
- Law of the Jungle in Papua New Guinea (정글의 법칙 in 파푸아뉴기니) - programma televisivo (2016)
- The Visible SM (THE 보이는 SM) - programma televisivo (2016)
- I Can See Your Voice 3 (너의 목소리가 보여3) - programma televisivo (2016)
- The Return of Superman (슈퍼맨이 돌아왔다) - programma televisivo, episodi 147, 224 (2016, 2018)
- My SM Television - programma televisivo (2016)
- Star Show 360 (스타쇼360) - programma televisivo (2016)
- Idol Party (아이돌잔치) - programma televisivo (2016)
- The Best Cooking Secrets (최고의 요리비결) - programma televisivo (2017-2020)
- Let's Eat Dinner Together (한끼줍쇼) - programma televisivo, episodio 12 (2017)
- Singderella (싱데렐라) - programma televisivo, episodio 10 (2017)
- Girl Group Battle (걸그룹 대첩-가(歌)문의 영광) - programma televisivo (2017)
- Knowing Bros (아는 형님) - programma televisivo, episodi 62, 100, 200, 261, 317-318, 325, 334, 363-364, 403 (2017, 2019, 2020, 2022, 2023)
- Guesthouse Daughters (하숙집 딸들) - programma televisivo, episodi 7-9, 11 (2017)
- I Can See Your Voice 4 (너의 목소리가 보여4) - programma televisivo (2017)
- Sister's Slam Dunk 2 (언니들의 슬램덩크2) - programma televisivo, episodio 4 (2017)
- NCT Life: Entertainment Retreat (엔씨티 라이프 예능 수련회) - programma televisivo (2017)
- Produce 101 2 (프로듀스 101 시즌 2) - programma televisivo, episodi 6-7 (2017)
- Sherlock's Room (셜록의 방) - programma televisivo (2017)
- One Night Food Trip 2 (원나잇 푸드트립2) - programma televisivo, episodi 23-26 (2017)
- My Little Old Boy (미운 우리 새끼) - programma televisivo, episodi 53, 159 (2017, 2019)
- SJ Returns (슈주 리턴즈) - programma televisivo, episodi 1-60 (2017)
- Saturday Night Live Korea 9 (새터데이 나이트 라이브 코리아 9) - programma televisivo, episodio 32 (2017)
- SJ Returns: PLAY The Unreleased Video Clips! (슈주 리턴즈 미공개 영상 PLAY) - programma televisivo (2018)
- Real Life Men and Women (현실남녀) - programma televisivo, episodi 3-4 (2018)
- I Can See Your Voice 5 (너의 목소리가 보여5) - programma televisivo (2018)
- Super Junior's Super TV 1 (슈퍼TV) - programma televisivo (2018)
- Idol Star Athletics Championships (아이돌 스타 육상 선수권대회) - programma televisivo (2018)
- Super Junior's Super TV 2 (슈퍼TV) - programma televisivo (2018)
- Unexpected Q (뜻밖의 Q) - programma televisivo, episodio 6 (2018)
- Real Life Men and Women 2 (현실남녀2) - programma televisivo (2018)
- Quiz on Korea (2018 퀴즈 온 코리아) - programma televisivo (2018)
- 2018 Idol Star Athletics Championships Chuseok Special (2018 아이돌스타 육상 볼링 양궁 리듬 체조 족구 선수권 대회) - programma televisivo (2018)
- SJ Returns 2 (슈주 리턴즈2) - programma televisivo, episodi 1-23 (2018-2019)
- Under Nineteen (언더나인틴) - programma televisivo, episodi 9, 12, 14 (2018, 2019)
- I Can See Your Voice 6 (너의 목소리가 보여) - programma televisivo (2019)
- 2019 Idol Star Athletics Championships (2019아이돌스타 육상 볼링 양궁 리듬 체조 족구 선수권 대회) - programma televisivo (2019)
- Hangout with Yoo (놀면 뭐하니?) - programma televisivo, episodio 29 (2019)
- SJ Returns 3 (슈주 리턴즈3) - programma televisivo (2019)
- 2019 Chuseok Idol Star Championships (2019 추석특집 아이돌스타 선수권대회) - programma televisivo (2019)
- Hidden Track (히든트랙) - programma televisivo (2019)
- Analog TRIP (Analog Trip (아날로그 트립)) - programma online (2019)
- Melody Bookstore (멜로디 책방) - programma televisivo (2019)
- Idol Room (아이돌룸) - programma televisivo, episodio 72 (2019)
- RUN.wav (런웨이브) - programma televisivo, episodio 19 (2019)
- I Can See Your Voice 7 (너의 목소리가 보여7) - programma televisivo (2020)
- 2020 Lunar New Year Idol Star Championships (2020 설특집 아이돌스타 선수권대회) - programma televisivo (2020)
- Hidden Track 2 "Hideunteulaeg 2" (히든트랙 2) - programma televisivo (2020)
- Amazing Saturday (놀라운 토요일) - programma televisivo, episodio 107 (2020)
- SJ Returns 4 (슈주 리턴즈 4) - programma televisivo (2020-2021)
- Favorite Entertainment (최애 엔터테인먼트) - programma televisivo (2020)
- IDOL VS. IDOL (SUPERJUNIORのアイドルVSアイドル) programma televisivo (2020)
- Leeteuk's Recipe Secrets (이특의조리비책) - programma web (2020)
- Choi Shi Won's Fortune Cookie (최시원의 포춘쿠키) - programma televisivo, episodi 22, 25, 28 (2020)
- SJ News - programma web (2020)
- After_zzZ (아빠 안 잔다) - programma web, episodio 8 (2020)
- War of Famous Paintings (명화들의 전쟁) - programma web (2020)
- Delicious War - Neighborhood to Top (맛있는 전쟁 - 동네투톱) - programma televisivo (2020-2021)
- Mother's Touch: Korean Side Dishes (수미네 반찬) - programma televisivo, episodi 102-104 (2020)
- I Can See Your Voice 8 (너의 목소리가 보여8) - programma televisivo (2021)
- ISAC: Hall of Fame (2021 설특집 아이돌스타 선수권 대회) - programma televisivo (2021)
- Season B Season (시즌비시즌) - programma televisivo, episodi 28-29 (2021)
- Point of Omniscient Interfere (전지적 참견 시점) - programma televisivo, episodi 144-145 (2021)
- The Stage of Legends - Archive K (전설의 무대 아카이브K) - programma televisivo, episodio 10 (2021)
- Super Junior House Party Comeback Show (슈퍼주니어 컴백쇼) - programma televisivo (2021)
- SJ Global (SJ 글로벌) - programma televisivo (2021)
- K-Pop Evolution (케이팝 에볼루션) - programma televisivo, episodi 3, 5 (2021)
- Hidden Track 3 (히든트랙 3) - programma televisivo (2021)
- Serizabeth (세리자베스) - programma televisivo, episodio 2 (2021)
- D&E Show (댸니쇼) - programma televisivo, episodio 9 (2021)
- Beauty and Luxury 6 (뷰티 앤 부티 시즌6) - programma televisivo (2021)
- The Great Home Cook Lab (위대한 집쿡 연구소) - programma televisivo (2021)
- Mr. House Husband 2 (살림하는 남자들) - programma televisivo, episodio 221 (2021)
- Candy Singers (캔디싱어즈) - programma televisivo (2021)
- Super Trip (충전 100% 슈퍼트립) - programma televisivo (2021)
- I Can See Your Voice 9 (너의 목소리가 보여 시즌9) - programma televisivo (2022)
- After School Excitement Special Activities (방과후 설렘 특별활동) - programma televisivo (2022)
- Naked World History 3 (벌거벗은 세계사 시즌 3) - programma televisivo, episodio 40 (2022)
- Dolsing Fourmen (신발 벗고 돌싱포맨) - programma televisivo, episodio 32 (2022)
- Beauty and Luxury 7 (뷰티 앤 부티 시즌7) - programma televisivo (2022)
- My Boyfriend Is Better (마이 보이프렌드 이즈 베러) - programma televisivo, episodio 3 (2022)
- Global Citizen Challenge: World Boys (세계시민챌린지 : 월드보이즈) - programma televisivo (2022)
- Gear Gods (저 세상 중고차-기어갓) - programma televisivo (2022)
- Famous Singers - Battle Again (유명가수전 - 배틀어게인) - programma televisivo, episodio 12 (2022)
- Boss in the Mirror (사장님 귀는 당나귀 귀) - programma televisivo, episodi 169-170 (2022)
- The Door: To the Strange World (더도어: 이상한 나라로) - programma televisivo, episodio 3-4 (2022)
- Birdie Boys (버디보이즈) - programma televisivo (2022-2023)
- NCT Universe - programma televisivo, episodi 5-6 (2022)
- Show!terview with Sunmi (선미의 쇼!터뷰) - programma televisivo, episodio 22 (2022)
- K-Pop Generation (케이팝 제너레이션) - programma televisivo (2023)
- The Queens (더퀸즈) - programma televisivo (2023)
- I Can See Your Voice 10 (너의 목소리가 보여 시즌10) - programma televisivo (2023)
- Let Me Know K-Pop! - programma televisivo (2023)
- Show King Night (쇼킹 나이트) - programma televisivo (2023)
- NCT Universe: Lastart - programma televisivo, episodi 6-7 (2023)
- Knights of the Lamp (램프의 기사) - programma televisivo (2023)
- Han Moon Cheol's Dashcam Review (한문철의 블랙박스 리뷰) - programma televisivo, episodio 49 (2023)

### Programmi radiofonici
- Super Junior Kiss The Radio (2006-2011;2016)
- MBC FM4U 정오의 희망곡 김신영입니다 (2020)